# Phùng Đức Tiến (chính khách)
Phùng Đức Tiến (sinh ngày 24 tháng 10 năm 1964) là đại biểu Quốc hội Việt Nam khóa 13, khóa 14, thuộc đoàn đại biểu Hà Nam, Nguyên là Thứ trưởng Bộ Nông nghiệp và Phát triển nông thôn, Phó Chủ nhiệm Ủy ban Khoa học, Công nghệ và Môi trường của Quốc hội. Hiện nay, ông là Thứ trưởng Bộ Nông nghiệp và Môi trường.

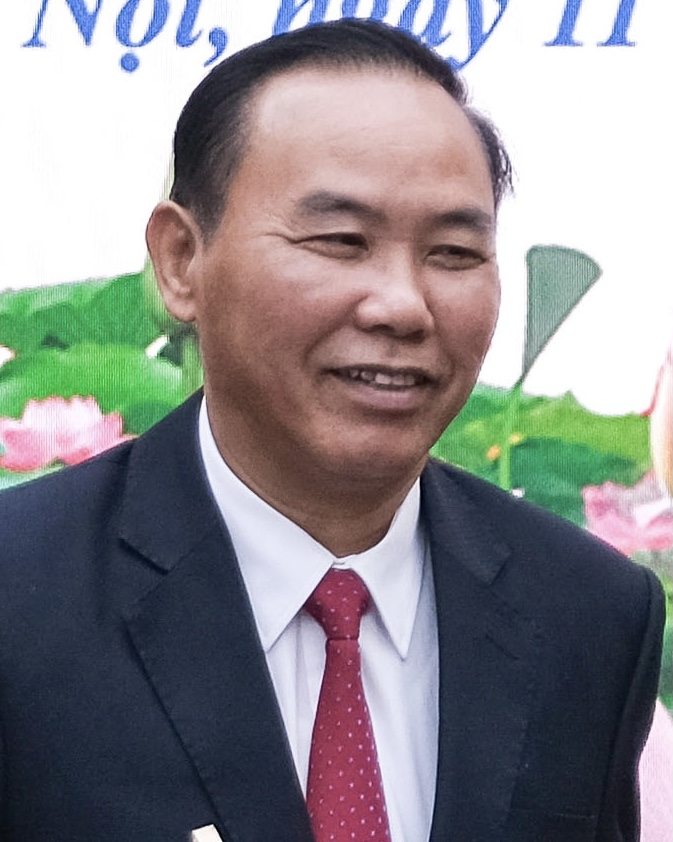
Phùng Đức Tiến năm 2022

## Tiểu sử
Quê quán: Thôn Kim Đào, thị trấn Thứa, huyện Lương Tài, tỉnh Bắc Ninh.
Hiện cư trú ở Số nhà 215, Nguyễn Khang, phường Yên Hòa, quận Cầu Giấy, thành phố Hà Nội.

## Giáo dục
- Phổ thông: 10/10
- Đại học Nông nghiệp chuyên ngành Chăn nuôi
- Tiến sĩ Nông nghiệp
- Cử nhân lí luận chính trị

## Sự nghiệp
Gia nhập ĐCSVN: 07/11/1994
2016: Phó Chủ nhiệm Ủy ban Khoa học, Công nghệ và Môi trường của Quốc hội
11/2018: Thứ trưởng Bộ Nông nghiệp và Phát triển nông thôn
Ngày 13 tháng 7 năm 2021, Thủ tướng Chính phủ Phạm Minh Chính ký Quyết định số 1161/QĐ-TTg, bổ nhiệm ông làm Ủy viên Ban Chỉ đạo cải cách hành chính của Chính phủ.
Ngày 19 tháng 2 năm 2025, Thủ tướng Chính phủ Phạm Minh Chính điều động ông làm Thứ trưởng Bộ Nông nghiệp và Môi trường.